# IVAO
International Virtual Aviation Organitzation VZW (IVAO) és una organització sense ànim de lucre que opera una xarxa de simulació de vol realista gratuïta. Els usuaris després de registrar-se, poden connectar-se a la xarxa d'IVAO (IVAN) com un controlador de tràfic virtual o un pilot virtual i participar en un entorn de multijugador massiu utilitzant procediments d'aviació del món real, fraseologia i tècniques.

## ¿Què és IVAO?
IVAO, amb més de 233.000 membres registrats, és una de les majors xarxes de simulació de vol en línia que permet als usuaris actuar com a pilot virtual o com a controlador de tràfic aeri.
IVAO es basa únicament en software desenvolupat per al seu ús propi personal de voluntaris. Els controladors de tràfic aeri poden connectar-se a la xarxa d'IVAO utilitzant el client de radar d'IVAO, Aurora o IvAc 1, el qual simula la interfície d'un real modern radar amb tot el luxe d'opcions. En canvi, els pilots poden connectar-se a la xarxa utilitzant el seu simulador de vol i un client integrat, IvAp o Altitude. D'aquest mode tots els pilots i ATC interactuen en un entorn virtual en el qual ambdós interpreten un paper, sempre sent el fi d'arribar a fer-lo de la forma més realista possible. La major part dels membres d'IVAO estan localitzats a Europa, però contínuament s'estan creant noves divisions al voltant de tot el mon per estendre la cultura aeronàutica.
IVAO registra totes les hores de vol i de control per oferir als seus membres la possibilitat d'obtenir rangs de pilot virtual i ATC. Això es realitza a través d'exàmens teòrics i pràctics basats en les regulacions i procediments empleats en l'aviació real. També, hi ha un sistema d'aerolínies virtuals (VA) el qual permet simular les operacions que tindria una aerolínia en la vida real podent assignar rangs de pilot a cada membre de la mateixa anomenant-se aquests pilots amb l'indicatiu real i utilitzant el mateix model empleat a la vida real. Els esdeveniments en la xarxa formen una gran part de la comunitat atès que sol ser quan mes pilots es concentren a l'hora de volar a un destí. L'event més important d'IVAO es l'anual celebrat “Crowded Skies” el qual va arribar al seu pic de connexions el 10 de desembre del 2016 amb 3.004 membres volant o controlant a la vegada.

## Història
Els primers passos a IVAO a l'hora de la creació una xarxa de vol global es va donar amb la creació de SquawkBox i ProController a l'any 1990. Aquests dos programes estaven connectats a la xarxa de FSD, un servidor multijugador d'aviació, que va permetre l'evolució d'un entorn d'un a un (un controlador i un pilot) a un entorn de múltiples avions.
Utilitzant aquests programes, SATCO (VATSIM en l'actualitat), va ser la primera gran xarxa en crear un entorn de simulació de tràfic aeri en línia. El 16 de desembre de 1998 es va fundar IVAO quan un grup de persones va abandonar SATCO per formar una nova xarxa després que sorgeixen conflictes de gestió dins de l'organització.
A finals de 2005, un altre conflicte de gestió, aquesta vegada dins de l'organització d'IVAO, va donar-se a una nova divisió. El president titular d'IVAO va continuar amb IVAO.org, mentre que altres membres de la gerència van continuar l'organització IVAO.aero. En 2007, IVAO es va registrar oficialment com una organització sense fins de lucre segons la llei belga.
IVAO també ha participat en FlightSimCon 2013, 2014, 2015 i 2016 celebrats en Hartford i Connecticut.
La forma legal d'IVAO es va transformar en oficina de publicitat l'1 de setembre de 2015 i, per tant, IVAO ha de pagar impostos des del dia 1 d'octubre del 2015.
En desembre de 2019, IVAO va llançar la seva BETA oficial de 3 noves peces de software; Altitude: el client pilot d'IVAO, Aurora; el client d'IVAO ATC i Artifice: el connector (anteriorment, IvAI). IVAO va utilitzar la seva plataforma de mitjans Virtual Sky pel seu comunicat de premsa inicial.
Al setembre de 2020, IVAO va llançar la seva integració de veu de VHF dotant a pilots i controladors disfrutar d'unes comunicacions molt mes realistes simulant els efectes d'una radio VHF real.

## Virtual Sky
IVAO té un mitjà de comunicació oficial en línia dedicat a la comunitat de simulació de vol. “Virtual Sky”. Es una font de notícies autenticades i d'alta qualitat que el seu objectiu és facilitar i enriquir les discussions dins de la comunitat de simulació de vol.
La producció és responsabilitat del departament de Relacions Públiques, específicament del Virtual Sky Manager.
Anteriorment, en 2008, es va publicar en forma de revista en línia amb actualitzacions trimestrals.

## Països amb divisions actives
IVAO té actualment 55 divisions actives en 6 continents. L'estat actiu significa que la Seu d'IVAO ha elegit un equip de personal que la representa en el país respectiu i opera la divisió en el seu nom. Això assegura que els membres de cada país actiu se'ls ofereix cartes de navegació actualitzades i capacitacions personals personalitzades adaptades als procediments locals.
Algunes de les divisions son “de diferents països”, el que significa que més d'un país es troba dins d'una divisió específica com per exemple, la divisió del Carib la qual té uns quants països d'Amèrica central.